# 田代重右衛門
田代重右衛門（たしろ じゅうえもん、1854年1月30日（嘉永7年1月2日） - 1932年（昭和7年）12月14日）は、日本の実業家。幼名は松太郎。

## 生い立ち
嘉永7年（1854年）1月2日、美濃国大野郡下座倉村（現・岐阜県揖斐郡大野町）で、父重兵衛の子として生まれる。幼名は松太郎。生家は、綿花、藍、茶商を生業とし、屋号は棉屋と称した。寺子屋で学び、11歳のころには父に従い商売にでる。
1881年（明治14年）28歳で大阪で綿糸商を営むが、一旦郷里にひきあげる。1893年（明治26年）再度上阪し、尼崎紡績に入社、1894年（明治27年）には抜擢され副支配人、1901年（明治34年）取締役に就任した。1908年（明治41年）東洋紡織を合併し、綿布の製造を始める。のち東京紡績、日本紡績、摂津紡績を合併し、1918年（大正7年）大日本紡績（現・ユニチカ）と改称した。その後、日本絹毛紡績を合併、鹿児島紡績を買収する。1924年（大正13年）に相談役に就任。同時に日本貯蓄銀行相談役なども兼任した。